# Exprimare orală
În lingvistică, exprimarea orală reprezintă un set de tehnici care determină orientările generale ce trebuiesc urmate pentru a comunica oral cu efectivitate (eficiență + eficacitate), altfel spus, este forma de a exprima fără bariere ceea ce gândești.
De asemenea, se numește exprimare orală una dintre abilitățile dezvoltate atât în procesul de învățare a limbii materne (în manieră inconștientă) cât și în procesul de învățare al vreunei limbi străine (de manieră deliberată, conștientă).
Exprimarea orală servește ca instrument pentru comunicarea asupra proceselor sau obiectelor, externe vorbitorului. Trebuie luat în considerare faptul că exprimarea orală, în anumite circumstanțe, este mai amplă decât cea a simplei vorbiri, deoarece necesită elemente para-lingvistice pentru completarea finalei sale semnificații.
Printre aspectele care trebuiesc observate cu multă atenție, sunt următoarele:
- Voce: Imaginea creată auditiv are un mare impact asupra auditoriului. Prin intermediul vocii se pot transmite sentimente și atitudini.
- Dicție: Vorbitorul trebuie să aibă o bună cunoaștere (dominare) a limbii. O astfel de cunoaștere implică o adecvată dominare asupra pronunției cuvintelor, dominare care este necesară vorbitorului pentru a-și face înțeles mesajul.
- Structura mesajului: Este necesară planificarea în avans a ceea ce ai de gând să transmiți, dar un bun vorbitor poate ajunge și să improvizeze.
- Fluenta: Folosire a cuvintelor într-o formă continuă.
- Volum: Intensitate a vocii.
- Ritmul: Armonie și accentuare.
- Claritate: Exprimare în formă precisă și exactă.
- Coerență: Exprime într-o manieră logică.
- Emotivitate: Proiectare de sentimente în acord cu tema, cu subiectul.